# فيليب لطف الله
فيليب لطف الله (1897 - 1980) هو شاعر لبناني مهجري عاش في لبنان والبرازيل. شارك في تأسيس جامعة القلم وهي جمعية أدبية اهتمت بالأدب العربي في البرازيل وكان ثاني رئيس لها. تميز شعره بالمثالية والصوفية ووصف الطبيعة دون تكلف. وأصدر ثلاثة دواوين شعرية وأصدر كتاب تعريب لبعض القصائد البرازيلية.

## النشأة والمسيرة
ولد فيليب لطف الله الحاج مخول التبشراني في قرية بسكنتا في لبنان وتعلم في المدرسة الأمريكية. هاجر إلى البرازيل في 1920 وجمع ثروة بعد عشر سنوات من عمله هناك ودخل في مجال الصناعة. أسس صحبة أعيان الجالية العربية «النادي الرياضي السوري» ثم «النادي الرياضي اللبناني» وكان له دور كبير في تأسيس «المعهد البرازيلي للثقافة العربية» الذي اُنتخب رئيسا له. وأسس صحبة شعراء وأدباء مهجريين جامعة القلم في سان باولو، وهي جمعية أدبية تعنى بالأدب العربي في البرازيل، وترأسها بعد وفاة رئيسها الأول يوسف فاخوري. يتسم شعره بالمثالية والصوفية ووصف الطبيعة دون تكلف. أصدر دواوين «حصاد الأيام» في 1975 و«نسمات الجبل» و«أناشيد الغروب» في 1980. وأصدر كتاب «نسمات برازيلية» في 1973 عن مطبعة المراحل في ساو باولو وهو تعريب لأعمال شعرية برازيلية. 
وكان له نزعة عروبية إذ أنشد عندما زار الفيحاء في 1966:

لبنان داري والشام دياري... وعرى العروبة رايتي وشعاري

يا أخت لبنان وخير حبيبة... الرحمُ تجمعنا وقربُ الدارِ

ما نحن إلاّ من سلالة يعربٍ... قد وحّدتنا دورة الأقدارِ.

## أعماله
- نسمات برازيلية، مطبعة المراحل، ساو باولو، 1973 (تعريب)
- «حصاد الأيام»، 1975
- «نسمات الجبل»، 1980
- «أناشيد الغروب»، 1980